# 二氧化碳激光器

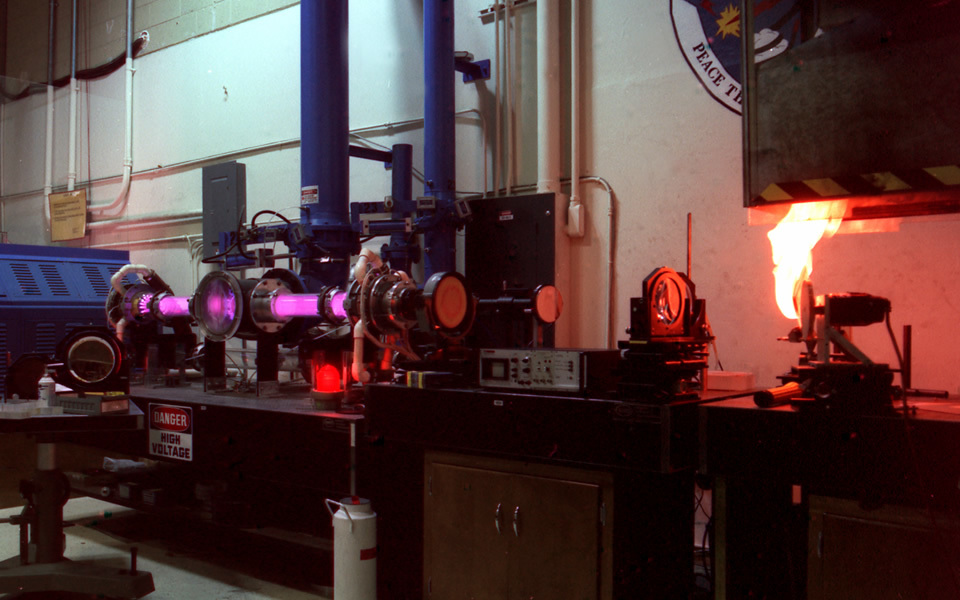

二氧化碳激光器（Carbon dioxide laser）是由贝尔实验室在1964年发明的世界上最早的气体激光器，也是目前使用最广泛的工业用激光。目前世界上功率最高的激光器就是以二氧化碳气体为能源。另外，二氧化碳激光器的效率非常高，能源的转化率达到20%。
二氧化碳激光器发出的激光波长为9.4-10.6微米，属于红外线。

## 气体
二氧化碳激光器内的气体并非纯二氧化碳，通常是以下几种气体的混合：
- 二氧化碳（CO2）：10-20%
- 氮气（N2）：10-20%
- 氦气（He）：其余内容

具体气体的配比根据应用目的的不同而有所改变。

## 应用

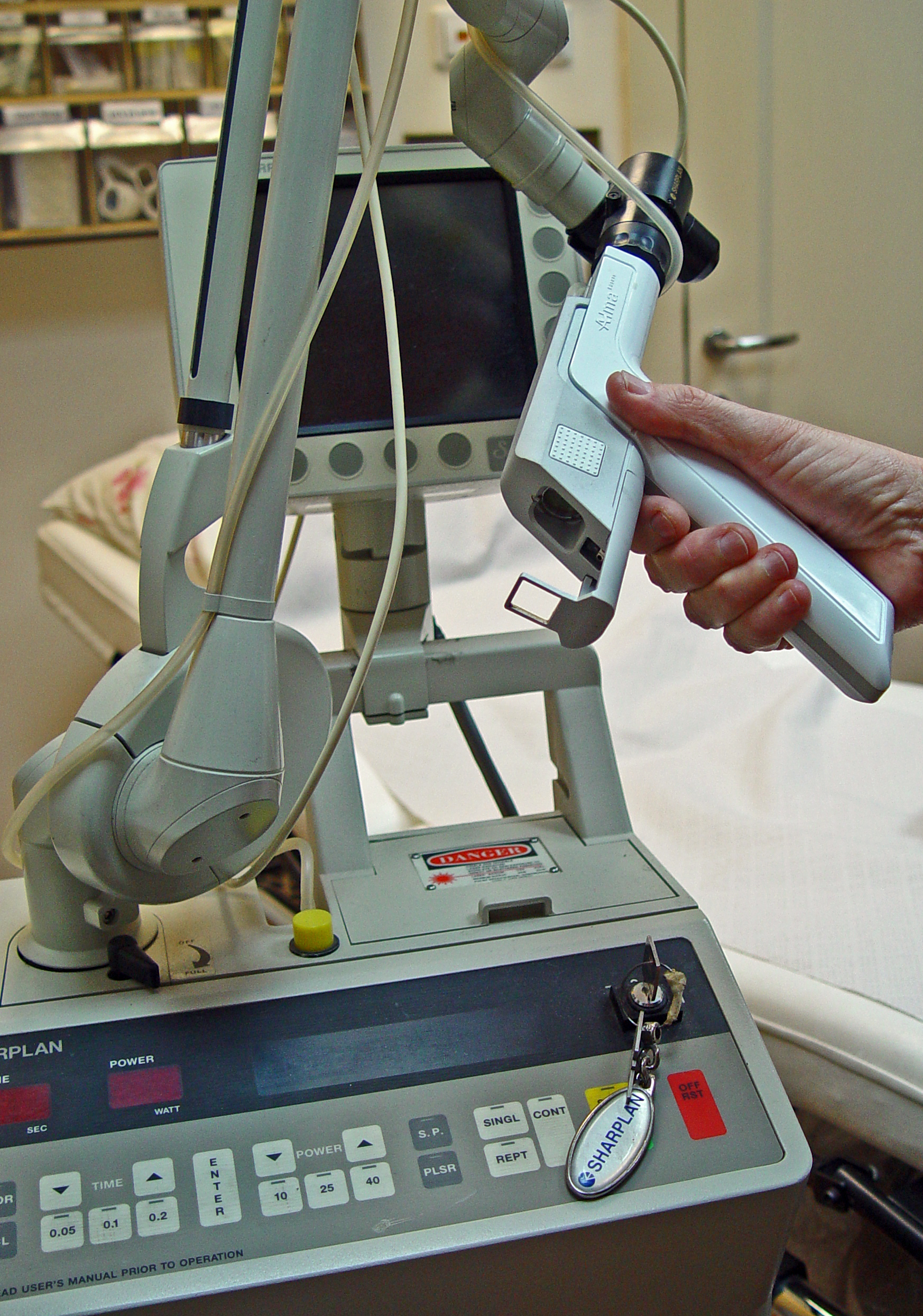
医用二氧化碳激光器

### 民用
因为二氧化碳激光器能达到的功率非常高，经常用来做工业的切割机，而低功率的激光器常常用来雕刻。此外，由于水在二氧化碳激光器的发光频率极容易挥发，因此也常常被用来做激光嫩肤，磨皮等激光手术。

### 军用
由于大气层对红外线的阻挡能力很弱，因此常被用来做激光武器。